# Miguel Martínez del Villar y Hernando
Miguel Martínez del Villar y Hernando (Velilla de Jiloca/Munébrega, 18 de enero de 1560-Madrid, 19 de enero de 1625) fue un historiador y Jurisconsulto del siglo XVI.

## Biografía
Miguel Martínez del Villar nació el 18 de enero de 1560. Su familia paterna era originaria de Munébrega, lo que hace que varias biografías lo supongan nacido ahí. Sin embargo su madre era natural de la vecina Velilla de Jiloca, constando ambos padres de Miguel como vecinos de esta localidad por lo que otras biografías consideran más probable que naciera en Velilla.
Fue un humanista, político e historiador, doctor en Derecho civil y canónico, que en 1588 es designado Asesor Ordinario de la Inquisición en el Arcedianado de Calatayud (Zaragoza) y en 1606 Lugarteniente de la Corte del Justicia de Calatayud, trasladándose a Palma de Mallorca, donde desempeña el cargo de Regente de la Real Chancillería. En 1614 ya residiendo en Madrid, ejerce como Fiscal del Supremo Consejo de Aragón (nombramiento el 18 de noviembre de 1612), siendo desde 1617 su Regente hasta su muerte.
Casó con Catalina Rubio Garcés y Cañete, natural de Ateca. De su unión nacen cuatro hijas y un hijo: Teresa, Dionisia, Mariana, Guillerma y Martín Martínez del Villar, (1604-1643) bautizado en la iglesia de San Andrés de Calatayud el 12 de abril de 1604, que ingresa en la Orden de Santiago en 1624. Martín casa con Ana Rafaela Díez, y del matrimonio nace en 1640 José Martínez del Villar (1640-1699), doctor en derechos por la Universidad de Huesca, es rector de la misma en 1668 y canónigo doctoral en 1667, y desde el 24 de febrero de 1697, obispo de Barbastro.
Su muerte ocurrió, en la Corte, el 24 de enero de 1625.

## Linaje y armas

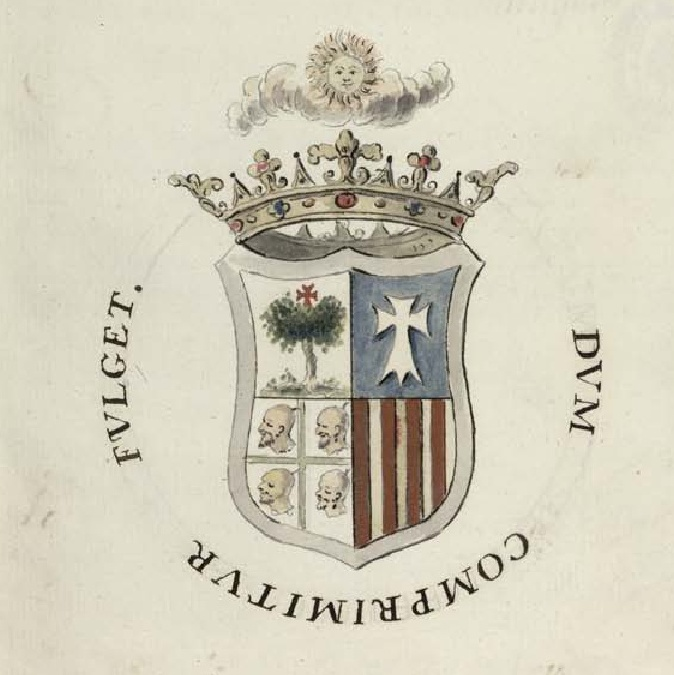
Escudo que figura en la Segunda parte del Patronado de Calatayud.

El linaje de los Martínez del Villar, familia infanzona aragonesa, aparece documentado desde la toma de Huesca en 1096. En el siglo XIV se asientan en Munébrega y Cimballa, en la Comunidad de aldeas de Calatayud. Sus armas heráldicas consisten en escudo de gules con una cruz llana y ancha de oro, cargada de cinco lobos andantes de sable, armados, membrudos y lampasados de gules

## Publicaciones
Miguel Martínez del Villar es autor de numerosas obras de temática histórica y jurídica. 
En 1598 publica en Zaragoza, el Tratado del Patronato, antigüedades, gobierno y varones ilustres de la ciudad y Comunidad de Calatayud, en el que se estudia el origen del patronato, describe el arcedianato, estudia su naturaleza y sus costumbres, concluyendo con una galería biográfica. Continuación de esta obra fue la Segunda parte de la apología del Tratado del Patronato de Calatayud, que termina el 15 de marzo de 1604. El manuscrito no llegó a publicarse y está en prensa una edición crítica preparada por Alberto Montaner Frutos, Antonio Sánchez Molledo y José María Sánchez Molledo
Otra obra manuscrita del autor es el Tratado de la vida de San Íñigo, abad de Oña, y de las excelencias de Calatayud su patria, y solemne triunfo con que ha recibido su santa reliquia. La obra, escrita entre 1604 y 1607, permanece inédita, habiendo preparado el Dr. José María Sánchez Molledo

### Obras publicadas
- Pro Oppido Monobrigae, et pro suis Curatis, et Concilo Tractatus, Zaragoza, 1593.
- Vota, et motiva Sentenciae latae pro Priore, et Canonicis Angelicae Ecclesiae B. Maria Maioris de Pilari in Curia Ilustrissimi D. Justiciae Aragonum”, Zaragoza, 1606.
- Interpretatio trium Epigramatum Caesaraugustani Templi Sanctae Mariae Maioris ad Columnan, obra a la que añade el Appendix de Innata Fidelitate Incliti Regni Aragonum, Palma de Mallorca, 1610.
- Memorial de los Hijos-Dalgo de la Comunidad de Calatayud acerca de que deben ser admitidos en el gobierno de aquella y de sus lugares, en la misma manera y forma que suplican, Madrid, 1614.
- Responsum Juris pro Sacra Maiestate, necnon pro Rmo. Episcopo Gerundensis, Sanctiis Dom. Nri. Papae Judice Delegato contra Priorem et Assambleam Inclita Religionis Hospitalis Hierosolyminani ejusdem Principatus Cathaloniae, Madrid, Luis Sánchez, la que adjunta su obra Del oficio y potestad del Juez delegado.
- Propugnaculum Regiae Jurisdictionis, Madrid, 1616.
- Discurso acerca de la conquista de los reinos de Argel y Bugía, Madrid, Luis Sánchez, 1616.

### Obras manuscritas que no llegaron a editarse
- Notationes in Flabii Lucci Dextri Chronicon
- Discurso de la nobleza del Conde de Alaguar en el reino de Valencia
- Nobiles Extranei a Regno Aragonum an gaudeant Privilegiis Nobilibus Aragoniae concessis

## Asociación cultural Miguel Martínez del Villar
Para reivindicar el legado de Miguel Martínez del Villar, se creó en la localidad de Malanquilla (Zaragoza) en 1981 una asociación cultural con su nombre, que en la década de los ochenta y mediados de los noventa destacó por su contribución al conocimiento de esta figura aragonesa, así como por sus estudios sobre Malanquilla y otras localidades monumentales de la antigua Comunidad de aldeas de Calatayud (Comunidad de Calatayud)